# NGC 6147
NGC 6147 é uma galáxia espiral (Sb) localizada na direcção da constelação de Hercules. Possui uma declinação de +40° 55' 44" e uma ascensão recta de 16 horas, 25 minutos e 05,8 segundos.
A galáxia NGC 6147 foi descoberta em 26 de Maio de 1849 por William Parsons.